# Service-Level-Management
Service-Level-Management bzw. Dienstgütemanagement ist eine ITIL-Prozess-Disziplin und dient der Definition, Überwachung und Optimierung von Dienstleistungen in der Informationstechnik (IT). Primäre Zielsetzung dabei ist, dauerhaft die Leistungen der IT (Services) in Einklang mit den geschäftlichen Erwartungen zu bringen, welche in 'Service Level Objectives' (SLO) formuliert sind. Das Service Level Management trägt die Verantwortung für die Effizienz der Prozessbeziehungen zwischen dem Geschäfts- und dem IT-Management. Das Rahmenwerk der Prozesse wird dabei in Form von Vereinbarungen, Verbindlichkeiten und Beziehungen beschrieben, welche über den sogenannten Servicekatalog verwaltet werden.

## Aufgaben
- Definition und Verwaltung des Servicekatalogs.
- Definition und Überwachung des Servicelevels.
- Definition der geschäftlichen Anforderungen, den 'Service Level Objectives', und ihrer Parameter.
- Definition von Service-Level-Agreements (SLAs) zwischen IT-Service-Anbieter und IT-Service-Kunden.
- Definition von Leistungsparametern für die Einhaltung von SLAs, den Key Performance Indicators (KPIs).
- Monitoring definierter SLAs und deren KPIs, um deren Einhaltung zu überwachen und drohende Verletzungen frühzeitig erkennen bzw. vermeiden zu können. Dazu kann beispielsweise eine Balanced Scorecard (BSC) eingesetzt werden, um entsprechende Kennzahlen zu überprüfen.
- Definition und Verteilung der entsprechenden Berichte.
- Regelmäßiges kritisches Überprüfen, ob SLAs ihre vordefinierten Ziele (SLOs) erreichen.
- Optimierung und Anpassung bestehender Verträge.
- Entwicklung und Verwaltung von unterstützenden Verträgen eigener interner, Operational Level Agreement (OLA) oder der underpinning contracts (UC) Subdienstleister und Zulieferer.

## Verwandte Themen
- ITIL ist eine mögliche Variante des Service-Level-Managements und hat sich in der Praxis als Quasi-Standard durchgesetzt.
- Zum Service-Level-Management gehört auch das Vertragsmanagement und ein entsprechendes Controlling.